# 吉弘鑑理
吉弘鑑理（生年不詳（一說1519年）－1571年2月7日／3月7日）是日本戰國時代至安土桃山時代武將。豐後大友氏家臣。最初接受主君大友義鑑（後來成為義父）和父親吉弘氏直的一字而名為鑑直。

## 生平

### 出自
吉弘氏之始祖為豐後大友田原氏的庶流，田原氏第三代直貞(正曇)之嫡子第四代貞廣之弟・直貞之次男又三郎正堅為吉弘氏初代，法名稱為正賢。吉弘正堅於豐後國東郡武藏鄉武藏川支流吉廣川上流的吉廣村丘陵建築「吉廣城」而稱吉弘氏。並且正堅創建吉弘一族的普提寺「永泰寺」以及「樂庭八幡宮」，以及為其進行奉納的「吉弘樂」之祭神文化。
約於吉弘氏第七代親信、第八代氏直的時候，移動到都甲莊松行(現豐後高田市東部)一地，築起屋山城為主城並生活於筧城館。吉弘石見守親信於天文元年(1532年)對抗大內義隆的多多良濱之戰、筑前爭奪戰中戰死於博多。天文3年(1534年)4月，吉弘石見守氏直做為大友軍總大將率2千8百餘騎對抗大內義隆部下杉長門守、陶晴賢3千騎，亦戰死在豐後勢場原(現速見郡山香町大牟禮山)之戰。

### 經歷
氏直戰死後，鑑理繼任家督。由弘治3年（1557年）直至死去為止都以大友宗麟的側近身份活躍著，與臼杵鑑速和吉岡長增一同被列為豐後的「三老」。在政務方面負責肥前諸事，與吉岡長増、田北鑑生一同促成龍造寺隆信和神代勝利達成和睦。
鑑理是智勇兼備的武將，受到宗麟深厚信任並賜予筑前的軍權。参加攻略秋月文種、2次鎮壓立花鑑載等人的謀反以及對毛利氏的門司城之戰、多多良濱之戰等數次戰鬥、在永祿10年（1567年）討伐高橋鑑種、元龜元年（1570年）的今山之戰等，在大友氏的主要合戰中大部份都有出陣而立下武功。
在永祿12年(1569年)第一次討伐龍造寺隆信之際，隆信向負責肥前的鑑理送出降伏使者，鑑理深知隆信為人叛服無常因此表示拒絕，隆信接著向戶次鑑連送出降伏使者，但是仍被拒絕。此時隆信向鑑連送出的書狀內容中提到「我對鑑理這樣不接受請求委託已經失望了」（鑑理のように頼み甲斐のない人はもういやいや）。接著於4月6日多布施口之戰將龍造寺軍的主力擊破，欲追擊之時卻突然發病，因此錯失了消滅龍造寺氏的機會。同年11月與戶次鑑連共同討伐筑前寶滿城的高橋鑑種，並將之降伏。
翌年，再次於討伐龍造寺隆信的途中(即今山之戰)發病，於元龜2年（1571年）死去。家督由嫡男鎮信繼承。

## 出生年爭議
有說法指鑑理的出生年份是永正16年（1519年），但是如果考慮父親的年齡就顯得相當不合理（吉弘氏直死時只有19歳）。由此被認為應該是在勢場原之戰稍前的時間出生，亦因此在成年以前應該有誰人擔任後見人。